# العلاقات اليابانية الغانية
العلاقات اليابانية الغانية هي العلاقات الثنائية التي تجمع بين اليابان وغانا.

## مقارنة بين البلدين
هذه مقارنة عامة ومرجعية للدولتين:
| وجه المقارنة                                              | اليابان         | غانا         |
| --------------------------------------------------------- | --------------- | ------------ |
| المساحة (كم2)                                             | 377.97 ألف      | 238.53 ألف   |
| عدد السكان (نسمة)                                         | 126.79 مليون    | 26.91 مليون  |
| الكثافة السكانية (ن./كم²)                                 | 335.45          | 112.82       |
| العاصمة                                                   | طوكيو           | أكرا         |
| اللغة الرسمية                                             | اللغة اليابانية | لغة إنجليزية |
| العملة                                                    | ين ياباني       | سيدي غاني    |
| الناتج المحلي الإجمالي (بليون دولار)                      | 4.87 تريليون    | 47.33 مليار  |
| الناتج المحلي الإجمالي (تعادل القوة الشرائية) بليون دولار | 5.18 تريليون    | 115.41 مليار |
| الناتج المحلي الإجمالي الاسمي للفرد دولار أمريكي          | 34.52 ألف       | 1.37 ألف     |
| الناتج المحلي الإجمالي للفرد دولار أمريكي                 | 36.62 ألف       | 4.08 ألف     |
| مؤشر التنمية البشرية                                      | 0.903           | 0.579        |
| رمز المكالمات الدولي                                      | +81             | +233         |
| رمز الإنترنت                                              | .jp             | .gh          |
| المنطقة الزمنية                                           | توقيت اليابان   | 00           |

## منظمات دولية مشتركة
يشترك البلدان في عضوية مجموعة من المنظمات الدولية، منها:
| علم المنظمة | اسم المنظمة                               | تاريخ انضمام اليابان | تاريخ انضمام غانا |
| ----------- | ----------------------------------------- | -------------------- | ----------------- |
|             | يونسكو                                    | 2 يوليو 1951         | 11 أبريل 1958     |
|             | الفريق المعني برصد الأرض                  | ?                    | ?                 |
|             | مؤسسة التمويل الدولية                     | 20 يوليو 1956        | 3 أبريل 1958      |
|             | المركز الدولي لتسوية المنازعات الاستشارية | 16 سبتمبر 1967       | 14 أكتوبر 1966    |
|             | منظمة حظر الأسلحة الكيميائية              | ?                    | ?                 |
|             | مؤسسة التنمية الدولية                     | 27 ديسمبر 1960       | 29 ديسمبر 1960    |
|             | منظمة التجارة العالمية                    | ?                    | ?                 |
|             | وكالة ضمان الاستثمار متعدد الأطراف        | 12 أبريل 1988        | 29 أبريل 1988     |
|             | الاتحاد البريدي العالمي                   | ?                    | ?                 |
|             | الاتحاد الدولي للاتصالات                  | 29 يناير 1879        | 17 مايو 1957      |
|             | منظمة الشرطة الجنائية الدولية             | ?                    | ?                 |
|             | الأمم المتحدة                             | 18 ديسمبر 1956       | 8 مارس 1957       |
|             | البنك الدولي للإنشاء والتعمير             | 13 أغسطس 1952        | 20 سبتمبر 1957    |
|             | البنك الإفريقي للتنمية                    | ?                    | ?                 |

## أعلام
هذه قائمة لبعض الشخصيات التي تربطها علاقات بالبلدين:
- مايكل يانو (لاعب كرة قدم ياباني، 22 يناير 1979 – )

## وصلات خارجية
- موقع وزارة الخارجية اليابانية
- موقع وزارة الخارجية الغانية